# 平鎮褒忠祠
24°56′51″N 121°12′18″E / 24.947440°N 121.204981°E
平鎮褒忠祠，是位於臺灣桃園市平鎮區義民里的義民廟，與中壢仁海宮共領中壢、平鎮和楊梅十三庄祭祀圈。2001年被選為桃園縣歷史建築十景之一。

## 沿革
乾隆五十三年（1788年），林爽文事件後，仕紳宋廷龍倡建義民亭於中壢廣興庄。咸豐七年（1857年）總理宋寶雲重修，增建前堂及兩廊。同治年間，巡撫徐宗幹、劉銘傳分贈「同心報國」、「赴義捐軀」匾。
乾隆五十六年（1791年）平鎮褒忠祠創建，名字稱做廣興庄「義民亭」。
直到咸豐七年（1857年）修建，增設前後兩堂，同時也將「義民亭」改稱「褒忠亭」，咸豐七年修建捐款大戶 澗仔壢業戶郭樽墾號業主郭歷山，枋橋街林本源家族公號業主林吉宸。
同治年間，又將褒忠亭正式更名為「褒忠祠」。
1906年 的《桃園廳志》一記載平鎮褒忠祠從清末到日治初期的主神記載為開漳聖王，中壢十三庄最主要的大租戶郭家，郭家在定居中壢老街一帶後，將郭家的祖籍神開漳聖王帶入中壢老街，並成立開漳聖王神明會，以開漳聖王的名義出租土地。
1929 年的《臺灣日日新報》登載平鎮褒忠祠相關資訊，稱為「中壢褒忠亭」，1933 年之後改稱「宋屋褒忠義民廟」。
1949年，鑒於祠宇腐敝，十三庄信眾成立重建委員會，共推陳貴邦為總理，同年農曆八月十一日動工，至1951年農曆七月廿六日落成，耗資新台幣三十二萬餘。今址為平鎮區義民里復旦路二段23巷8號。重修廟宇座西北朝東南，面積計三百零八坪七五，長八丈五尺五寸、闊十三丈。當時主持宋正盛在廟宇左方建立涼亭，兩公尺高的涼亭下設立兩坪大空間的防空洞，由于右任題「忠義亭」。
1973年整修。廟方還收藏陳天乞就地建窯燒製的一百六十八個交趾陶偶。

## 祭祀

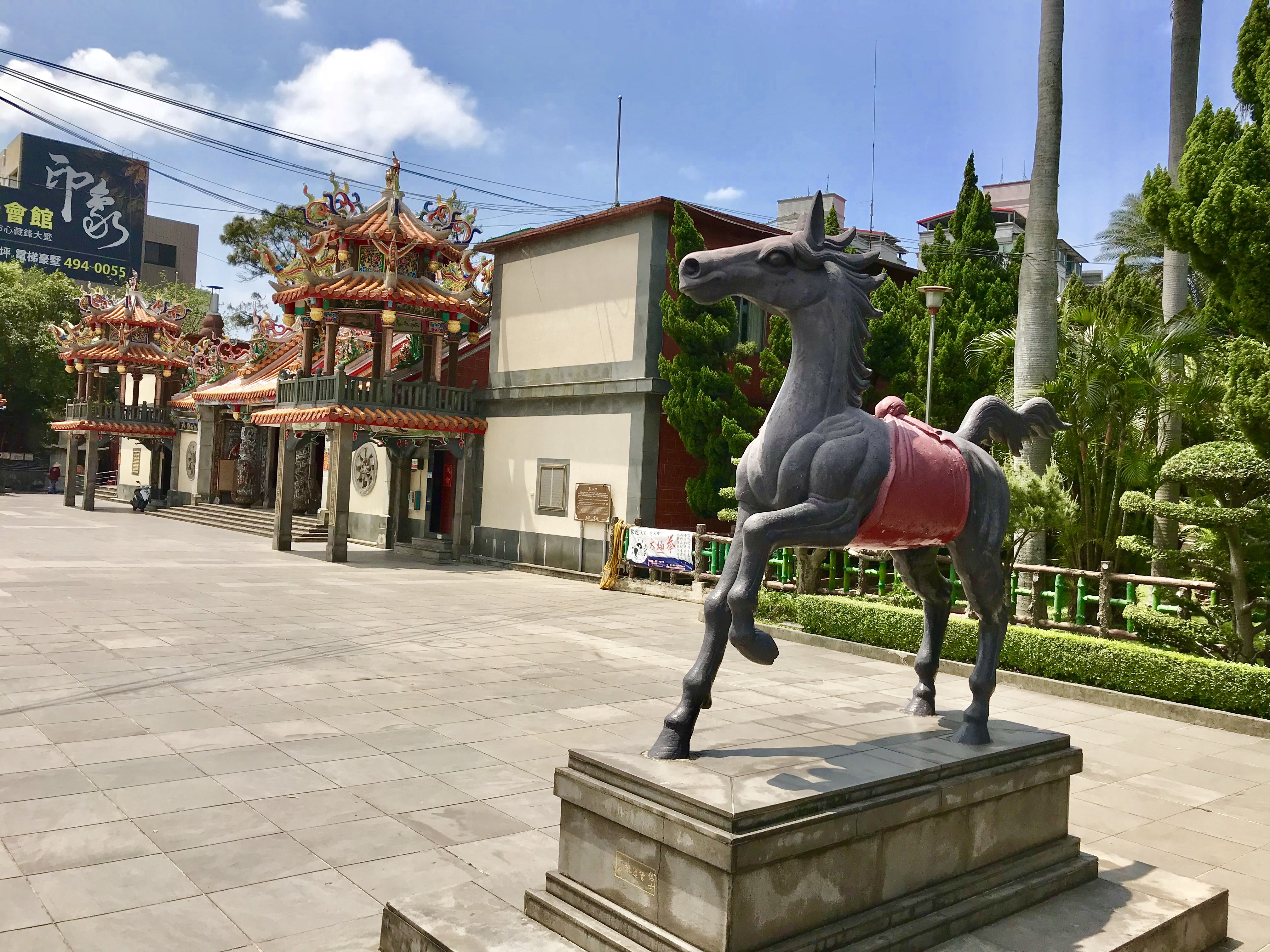
平鎮褒忠祠與銅馬

分靈自新埔鎮褒忠亭義民廟。在義民節前，廟方會去祖廟迎回義民爺令旗。廟內有代表義民爺的神像，1949年重修時再雕一尊作為鎮殿。
早年交通不便，遠地信徒至新竹祭拜義民爺困難，遂發展出各自的義民會系統。中壢、平鎮、楊梅的信徒被劃分成十三大庄，輪流主值中壢仁海宮、平鎮褒忠祠祭祀。如2010年：輪值義民廟的是中壢石頭等七里；新街廟輪值是平鎮的金星等六里。
1958年，平鎮褒忠祠依臺灣省民政廳同年8月20日發布的民用字第一五三九五號代電，將義民節改於農曆七月廿日舉行。在1990年，中壢仁海宮、平鎮褒忠祠分別舉行中元普渡及義民節大拜拜，信徒除舉辦神豬大賽及各式花燈藝閣展覽，並大宴親友，警方估計至少湧進十五萬名食客、花費近五千萬元。後，請客習俗逐漸式微，在2016年平鎮褒忠祠的神豬只剩一隻。
除了義民節，廟方會在春、秋兩季舉行祭典。
信徒會對家中的義民爺令旗定時上香，並在每月農曆初二、十六舉行稱為「奉飯」的儀式，也就是是在晚餐開動之前，先供奉義民爺。宋屋和高雙地區的信徒還會排定日子，挑著五種家常菜餚到平鎮褒忠祠廟埕，謂為「犒軍」，2008年報導時住持宋隆虎表示此活動已明顯式微，年輕族群甚至不知此事。　
農曆八月十四日時，平鎮廣隆宮執事人員會來此請神，邀請看次日的平安戲。

## 外部連結
- 平鎮褒忠祠的Facebook專頁